# Ladislau Raffinsky
Ladislau Raffinsky (auch László Raffinsky; * 23. April 1905 in Miskolc, Königreich Ungarn, Österreich-Ungarn; † 31. Juli 1981 in Cluj-Napoca) war ein rumänischer Fußballspieler und -trainer. Er nahm zweimal an einer Fußball-Weltmeisterschaft teil.

## Karriere als Spieler

### Verein
Raffinsky begann seine Spielerkarriere 1924 bei Unirea, einem Fußballverein aus Timișoara. 1925 wechselte er innerhalb der Stadt zu CA Timișoara und 1927 zu Chinezul Timișoara, einem der besten rumänischen Vereine jener Zeit, der sechs Mal in Folge die nationale Meisterschaft gewonnen hatte.
Nachdem Raffinskys neuer Verein in eine finanzielle Krise geraten war und zum ersten Mal seit sieben Jahren die Meisterschaft verpasst hatte, setzte er ab 1929 seine Karriere bei Juventus Bukarest fort. Bei diesem Klub stellte er einen Ligarekord auf, als er beim 16:0 im Viertelfinalspiel bei Dacia Unirea Brăila zehn Tore erzielte. Am Ende der Saison gewann er mit Juventus die Meisterschaft.
1931 kehrte er nach Timișoara zurück, wo er für Ripensia Timișoara, dem ersten professionellen Fußballverein Rumäniens, spielte. Mit Ripensia gewann er 1933 seinen zweiten rumänischen Meistertitel. Anschließend wechselte er in die Tschechoslowakei zum SK Židenice. 
Nach zwei Jahren kehrte Raffinsky nach Rumänien zurück, wo er bis zu seinem Karriereende 1940 für Rapid Bukarest spielte. In dieser Zeit gewann er viermal in Folge den rumänischen Pokal. Im Finale 1938 gegen CAM Timișoara erzielte er den Siegtreffer zum 3:2 für Rapid.

### Nationalmannschaft
Zwischen 1929 und 1938 bestritt Raffinsky zwanzig Länderspiele für die rumänische Nationalmannschaft. Sein Debüt gab er am 10. Mai 1929 bei der 2:3-Heimniederlage im Spiel um den König-Alexander-Pokal gegen Jugoslawien. In seinem vierten Länderspiel erzielte Raffinsky beim 8:1 gegen Griechenland im Spiel um den Balkan-Cup 1929–31 sein erstes und einziges Tor für Rumänien.
1930 wurde er in das rumänische Aufgebot für die erste FIFA-Weltmeisterschaft berufen. Raffinsky kam in beiden Spielen der Rumänen gegen Peru und Gastgeber Uruguay zum Einsatz. Im Spiel gegen Peru wurde er von Plácido Galindo gefoult, der dafür als erster Spieler in der Geschichte der FIFA-Weltmeisterschaften des Feldes verwiesen wurde. Raffinsky wurde erst 1932 wieder in die Nationalmannschaft berufen, als er beim 6:3-Sieg Rumäniens gegen Frankreich spielte. Für den rumänischen Kader bei der Fußball-Weltmeisterschaft 1934 in Italien wurde er nicht berücksichtigt. Erst 1937 bestritt Raffinsky wieder ein Länderspiel. Im folgenden Jahr wurde er zum zweiten Mal für eine Weltmeisterschaft nominiert. Raffinsky wurde in den beiden Spielen gegen Kuba. Diese beiden Spiele waren seine letzten in der Nationalmannschaft.

## Karriere als Trainer
Nach seiner erfolgreichen Spielerkarriere war Raffinsky ab 1944 als Trainer bei Prahova Ploieşti tätig. Später trainierte er Mica Brad, Chimica Târnăveni und Aurul Zlatna in der zweiten und dritten rumänischen Liga. 1962 zog er nach Cluj-Napoca, wo er zwei Jahre lang den Werksverein Tehnofrig trainierte. 1964 zog sich Raffinsky vom Fußball zurück.

## Erfolge

### Als Spieler
- Rumänischer Meister: 1930, 1933
- Rumänischer Pokalsieger: 1937, 1938, 1939, 1940